# Ibrahima Seck
Ibrahima Khaliloulah Seck (Bargny (Senegal), 10 de agosto de 1989) é um futebolista profissional senegalês que atua como volante, atualmente defende o Waasland-Beveren.

## Carreira
Ibrahima Seck fez parte do elenco da Seleção Senegalesa de Futebol nas Olimpíadas de 2012.